# Ba'ath-partij (Syrisch-geleide factie)

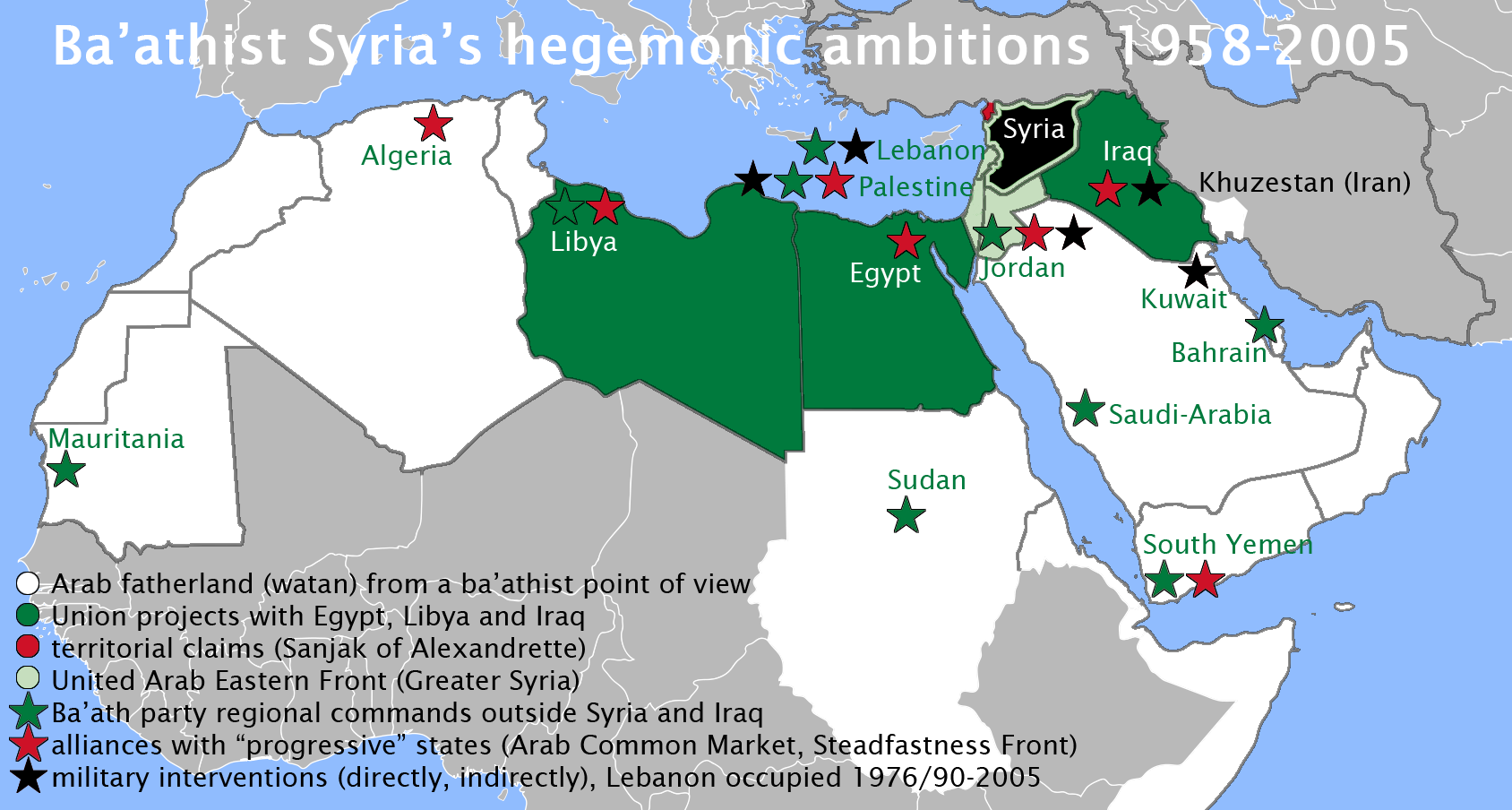
Ba'athistische Syrische hegemonische ambities 1958-2005

De Arabische Socialistische Ba'ath-partij (Arabisch: حزب البعث العربي الاشتراكي Hizb Al-Ba'ath Al-'Arabi Al-Ishtiraki, letterlijk Arabische Socialistische Partij van de Wederopwekking) was een politieke Ba'ath-partij met afdelingen in de gehele Arabische wereld. De partij is ontstaan uit een splitsing in de oorspronkelijke Ba'ath-partij in februari 1966. De Syrische Ba'ath-partij is de grootste partij in de Syrisch-geleide factie van de Ba'ath-partij en regeerde Ba'athistisch Syrië van 1966 tot 2024.

## Ideologie
De ideologie van de partij is het ba'athisme, wat betekent dat het Arabisch nationalisme, Arabisch socialisme en panarabisme steunt. Het ba'athisme kent een seculier karakter, terwijl het christendom en islam als belangrijke krachten in de Arabische geschiedenis erkent.